# Datu Abdullah Sangki
Datu Abdullah Sangki is een gemeente in de Filipijnse provincie Maguindanao op het eiland Mindanao. Bij de laatste census in 2007 had de gemeente ruim 33 duizend inwoners.

## Geschiedenis
De gemeente Datu Abdullah Sangki is vanaf 3 januari 2004 een gemeente in de provincie Maguindanao.

## Geografie

### Bestuurlijke indeling
Datu Abdullah Sangki is onderverdeeld in de volgende 10 barangays:
| - Banaba - Dimampao - Guinibon - Kaya-kaya - Maganoy | - Mao - Maranding - Sugadol - Talisawa - Tukanolocong |